# Helmut Rußwurm
Helmut Rußwurm (* 14. Februar 1911 in Ludwigshafen am Rhein; † 6. September 1995 in Jockgrim) war ein deutscher Maler und Graphiker.

## Leben
Helmut Rußwurm besuchte nach der Volksschule in Ludwigshafen das Lessing-Gymnasium in Mannheim und studierte, angeregt durch seinen Onkel, den Maler Professor Albert Haueisen, in Karlsruhe an der Akademie der Bildenden Künste, um Maler und Grafiker zu werden. Die Ausbildung fand unter den Professoren Karl Hubbuch und Wilhelm Schnarrenberger statt.
Nach dem dreijährigen Studium folgte ein Volontariat in einer grafischen Kunstanstalt in Stuttgart. Danach arbeitete er in der Meisterschule für Handwerker in Kaiserslautern, in der Abteilung für Dekorationsmalerei. Seine praktische Zeit absolvierte er in der Vaterstadt Ludwigshafen in einem Malerbetrieb.
Danach war er freiberuflich als Maler und Grafiker in Stuttgart tätig. Im Alter von 28 Jahren wurde Rußwurm eingezogen und in Frankreich, Polen, und Russland eingesetzt, wo er schwer verwundet wurde. Vom Heimatlazarett in Bingen am Rhein kam er zum Ersatztruppenteil nach Konstanz am Bodensee und war dort für ein Jahr zum „Zeichnen und Malen“ abkommandiert. In dieser Zeit malte er auf die Außenfassade eines Gebäudes der Jägerkaserne drei Landschaften, jedes Bild 13 m breit und 4 m hoch, sowohl künstlerisch als auch technisch hervorragende Arbeiten, in Ausmaß die größten – bis heute. Wieder an der Front in Deutschland, geriet Helmut Rußwurm bei Ulm in amerikanische Gefangenschaft, kam als Kriegsgefangener nach Heilbronn und von dort nach Frankreich und wurde wegen der Verwundung zu Weihnachten 1945 entlassen.
Nach Kriegsende war Rußwurm zwölf Jahre in Stuttgart tätig, ließ sich 1958 in Jockgrim nieder und war von 1967 bis 1977 Lehrer und Leiter der Malerabteilung an der Berufsbildenden Schule in Germersheim.

## Werkbeschreibung
Seine Themen sind  Wolken, Wolkenbilder mit ihren Formen, Figuren und Graphiken von Körpern, Händen und Gesichtsstudien. Aber auch Porträts, Stillleben und
Landschaften gehören zu seinem Werk. Seine Materialien sind unter anderem Öl, Kreide, Bleistift, Kohle und Acryl. Auch Aquarelle, Spachteltechniken in Öl und Kohletechniken gehören zu seinen Techniken.
Beispiele
- Bei Jockgrim (Acryl)
- Bei Leinsweiler (Ölbild)
- Flieder (Öl-gespachtelt)
- Stillleben (Ölbild)

Werke von Helmut Rußwurm sind ausgestellt im Rathaus von Jockgrim, in der Sparkasse Karlsruhe am Europaplatz, in der Sparkasse in Kandel und in der Sparkasse in Jockgrim.

## Ausstellungen
- 1948 in Stuttgart
- 1976 in Germersheim
- 1979 in Bad Bergzabern
- 1982 in Kandel
- 1985 in Wörth am Rhein
- 1988 und 1991 im Bürgerhaus in Jockgrim
- 2007 im Ziegeleimuseum in Jockgrim